# Монту-Беккария
Монту-Беккария (итал. Montù Beccaria) — коммуна в Италии, располагается в регионе Ломбардия, в провинции Павия.
Население составляет 1801 человек (2008 г.), плотность населения составляет 115 чел./км². Занимает площадь 16 км². Почтовый индекс — 27040. Телефонный код — 0385.
Покровительницей коммуны почитается Пресвятая Богородица, празднование 7 октября.

## Демография
Динамика населения:

## Администрация коммуны
- Официальный сайт: https://web.archive.org/web/20090207134112/http://www.comunemontubeccaria.it/